# Pan (groupe danois)
Pour les articles homonymes, voir Pan (homonymie).
Pan est un groupe de rock progressif danois, originaire de Copenhague. L'activité du groupe ne dure qu'une année entre 1969 et 1970.

## Biographie
Le nom du groupe provient du dieu grec Pan, protecteur des troupeaux et des bergers. Pan est formé sous l'impulsion du musicien français Robert Lelièvre (anciennement membre des groupes folk rock Cy, Maia and Robert et High Crossfield) qui à l'époque voyageait en Europe pour fuir le service militaire. Les autres musiciens du groupe étaient à l'époque Arne Würgler, bassiste et ancien musicien de Burnin' Red Ivanhoe, Thomas Puggaard-Müller et son frère Michael Puggaard-Müller, tous deux ex-Delta Blues Band, et pour finir Henning Verner, précédemment organiste du Henning Verner's Trio.
Le groupe commence à se produire sur scène en octobre 1969,,, et sort son premier single In a Simple Way / Right Across My Bed en janvier de cette année-là, suivi en mai par son premier album éponyme. Toutes les musiques et les paroles de cet album sont écrites par Robert Lelièvre, avec deux titres en français et les autres en anglais. Les arrangements subtils et la production rigoureuse soulignaient le mélange sophistiqué de rock, blues, folk, jazz et même de petites touches de musique classique. Au moment de sa sortie, Pan est unanimement salué par la presse danoise et Dagbladet Information lui attribue même le titre de « meilleur album de rock danois sorti à ce jour ». Avec le temps, l'album devient un « classique » de l'histoire du rock danois. L'encyclopédie du rock danois Politikens Dansk Rock le place en quatrième position sur sa liste des meilleurs albums de rock danois des années 1970.
En 1970, Pan est très en vue. Ils donnent de nombreux concerts et jouent dans de nombreux festivals au Danemark et en Allemagne,. Ils sont les vedettes de deux émissions de radio danoise et d'un show à la télévision nationale. Les deux émissions de radio sont enregistrées et publiées sur un album en 2004 par le label danois Karma Music sous le titre Pan on the Air - Danish Radio Sessions 1970. Ils écrivent également vingt minutes de musique instrumentale pour le film suédois Deadline et jouent le rôle d'un groupe de tournée dans ce film. Toutefois, malgré le succès sur scène et dans les médias, leur album ne se vend pas bien et le groupe se désintègre progressivement à l'automne 1970,. Quelques années plus tard, Robert Lelièvre se suicide hanté par des démons intérieurs, laissant derrière lui un groupe considéré comme culte par les amateurs.

## Discographie

### Albums studio
- 1970 : Pan (Sonet Records)

### Albums live
- 2004 : Pan on the Air. DR Sessions 1970 (Karma Music)

### Single
- 1970 : In a Simple Way / Right Across My Bed (Sonet Records)